# Поречье (Яворовский район)
Поречье (укр. Поріччя) — село в Ивано-Франковской поселковой общине Яворовского района Львовской области Украины.
Население по переписи 2001 года составляло 440 человек. Занимает площадь 1,119 км². Почтовый индекс — 81071. Телефонный код — 3259.

## История
В 1946 г. Указом ПВС УССР село Поречье-Яновское переименовано в Поречье.